# Diamante (Entre Ríos)
Diamante – miasto w Argentynie, w prowincji Entre Ríos, stolica departamentu o tej samej nazwie.
Według danych szacunkowych na rok 2010 miejscowość liczyła 19 142 mieszkańców.
Znajduje się tu dyrekcja Parku Narodowego Pre-Delta.